# Melinda soror
Melinda soror este o specie de muște din genul Melinda, familia Calliphoridae. A fost descrisă pentru prima dată de Robineau-desvoidy în anul 1830.
Este endemică în Franța. Conform Catalogue of Life specia Melinda soror nu are subspecii cunoscute.